# Piotr Cieślak
Piotr Cieślak est un acteur, metteur en scène, enseignant et directeur de théâtre polonais né le 1er novembre 1948 à Toruń et mort le 12 septembre 2015 à Varsovie.

## Biographie
En 1970-1973, il est acteur au studio du théâtre Puławy et en 1973-1974 au théâtre Studio de Varsovie. Il travaille comme acteur de 1974 à 1983 et est metteur en scène au théâtre Powszechny de Varsovie de 1983 à 1991. De 1993 à 2007, il travaille comme directeur artistique au Théâtre dramatique de Varsovie,.
À partir de 1973, il enseigne à l'Académie de théâtre Alexandre-Zelwerowicz, de 1987 à 1990, il est vice-doyen du département d'art dramatique et, de 1990 à 1993, vice-recteur de l'université. Le 17 septembre 2015, il est enterré au cimetière communal catholique de Józefów.